# 순덕이
《순덕이》는 2003년 2월 1일에 MBC에서 방영된 설날특집드라마이다.

## 등장 인물

### 주요 인물
- 고정민 : 정순덕 역

### 주변 인물
- 강래연 : 김현심 역
- 류승수 : 정순석 역
- 현석 : 이철민 역
- 김보연 : 한명진 역
- 박지미 : 이효정 역
- 조영관 : 이민수 역
- 강용석 : 배재성 역